# Pandanus insolitus
Pandanus insolitus är en enhjärtbladig växtart som beskrevs av Huynh. Pandanus insolitus ingår i släktet Pandanus och familjen Pandanaceae.
Artens utbredningsområde är Kongo. Inga underarter finns listade.